# Denis Kojoukhine
Denis Viktorovitch Kozhukhin (en russe : Денис Викторович Кожухин, transcription française : Denis Kojoukhine, transcription anglaise : Denis Kozhukhin), né le 2 juillet 1986 à Gorki, en Union soviétique, est un pianiste russe. 
Lauréat en 2006 de la troisième édition du Concours international de piano de Leeds, il remporte également le premier prix du Concours musical international Reine Élisabeth de Belgique en 2010.

## Biographie
Élève à l'École supérieure de musique Reine-Sophie de Madrid, Denis Kojoukhine étudie auprès de Dmitri Bachkirov et Claudio Martínez Mehner. Au terme de ses études, il reçoit son diplôme des mains de la reine d'Espagne puis est nommé meilleur élève de sa promotion et son propre « Trio Cervantes » deux fois meilleur ensemble de musique de chambre. Après ses études à Madrid, Kojoukhine est invité à étudier à l'Académie internationale de piano du lac de Côme (en) où il suit des cours auprès de Dmitri Bachkirov, Fou Ts'ong, Stanislav Ioudenitch, Péter Frankl, William Grant Naboré, John Perry, Menahem Pressler, Boris Berman, Charles Rosen et Andreas Staier.